# 16-та десантно-штурмова бригада (Велика Британія)

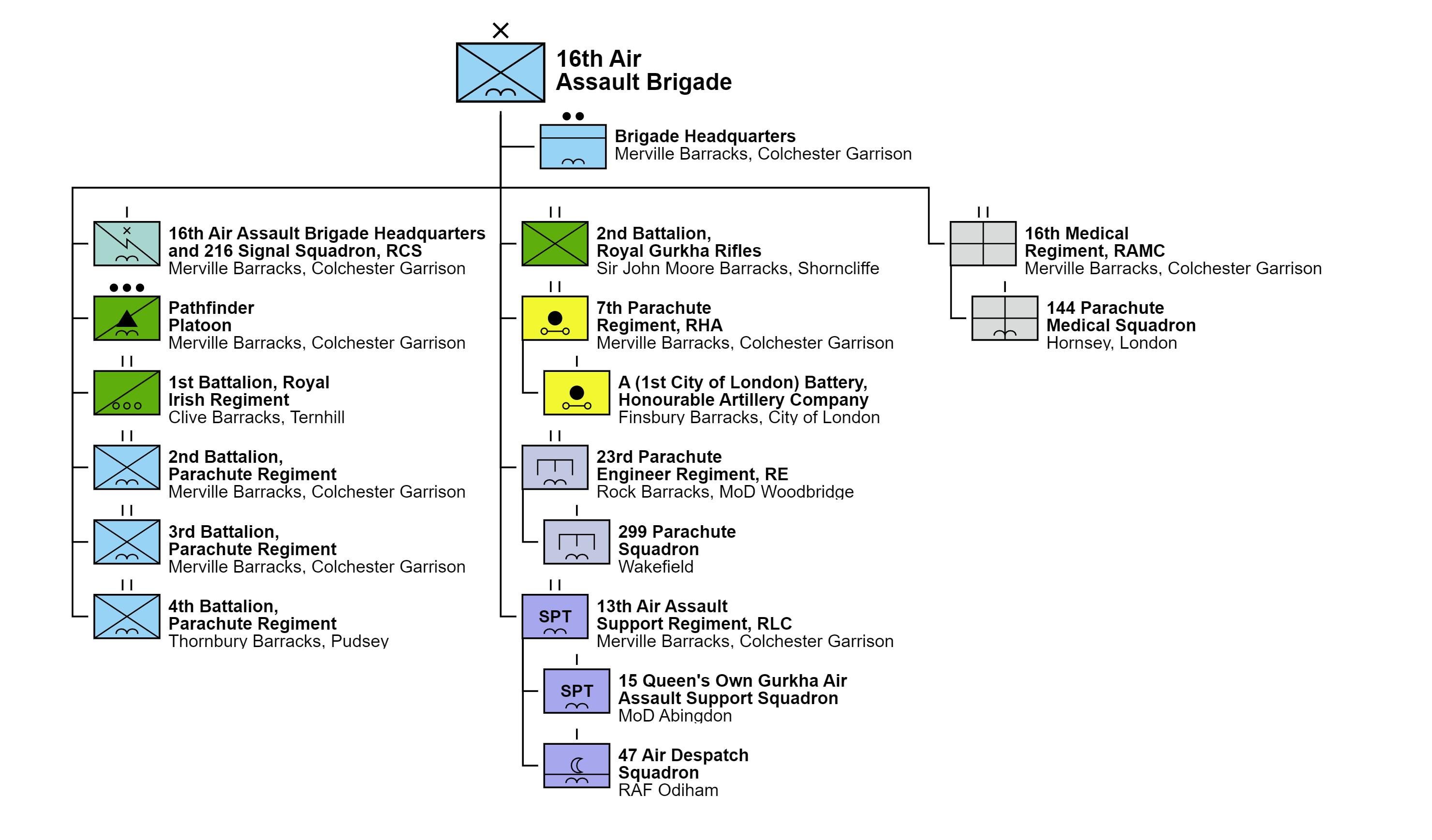
Організаційно-штатна структура 16-ї десантно-штурмової бригади Британської армії

16-та десантно-штурмова бригада (англ. 16 Air Assault Brigade) — військове з'єднання британської армії. Бригада входить до сил швидкого реагування й є єдиною бригадою Збройних сил Великої Британії, що призначена для проведення десантно-штурмових дій, повітряно-десантних операцій та здійснення маневрів повітрям із застосуванням вертольотів, що входять до її складу. Частина дислокується у Колчестері, графство Ессекс.
16-та десантно-штурмова бригада була сформована шляхом злиття 5-ї повітряно-десантної та 24-ї аеромобільної бригад Британської армії.

## Історія
19 вересня 2020 року відбулась найбільша десантна операція для Британії за понад 20 років — десантувалися понад 450 десантників на Миколаївщині в рамках навчань «Об'єднані зусилля-2020».

## Організаційно-штатна структура
- Штаб бригади (англ. Brigade Headquarters)
- 216-та (парашутна) рота зв'язку (англ. 216 (Parachute) Signal Squadron)[4]
- Взвод слідопитів (англ. Pathfinder Platoon)
- 2-й батальйон парашутного полку (англ. 2 Battalion Parachute Regiment)
- 3-й батальйон парашутного полку (англ. 3 Battalion Parachute Regiment)
- 4-й батальйон парашутного полку (англ. 4 Battalion Parachute Regiment (AR))
- 2-й батальйон Королівських ґуркських стрільців (англ. 2 Battalion Royal Gurkha Rifles)[5]
- 7-й парашутний полк Королівської кінної артилерії (англ. 7 Parachute Regiment Royal Horse Artillery)[6]
- 23-й парашутний інженерний полк (англ. 23 Parachute Engineer Regiment)[7]
- 13-й десантно-штурмовий полк підтримки (англ. 13 Air Assault Support Regiment)[8]
- 16-й медичний полк (англ. 16 Medical Regiment)[9]

## Галерея
16-та десантно-штурмова бригада

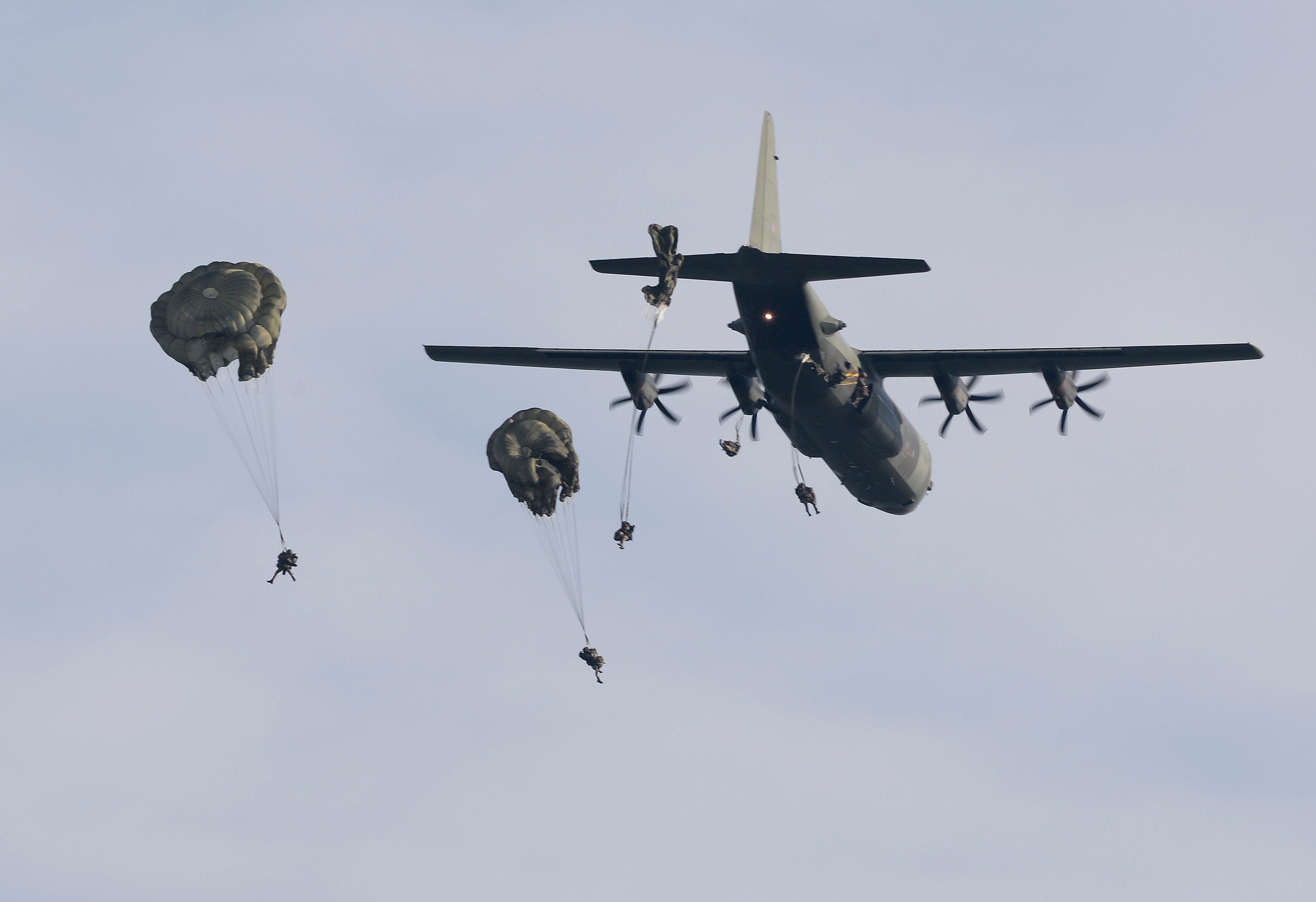
Десантування особового складу 16-ї десантно-штурмової бригади з літаків C-130 Hercules Королівських Повітряних сил на Солсберійську рівнину під час проведення військових навчань. 19 листопада 2014 року
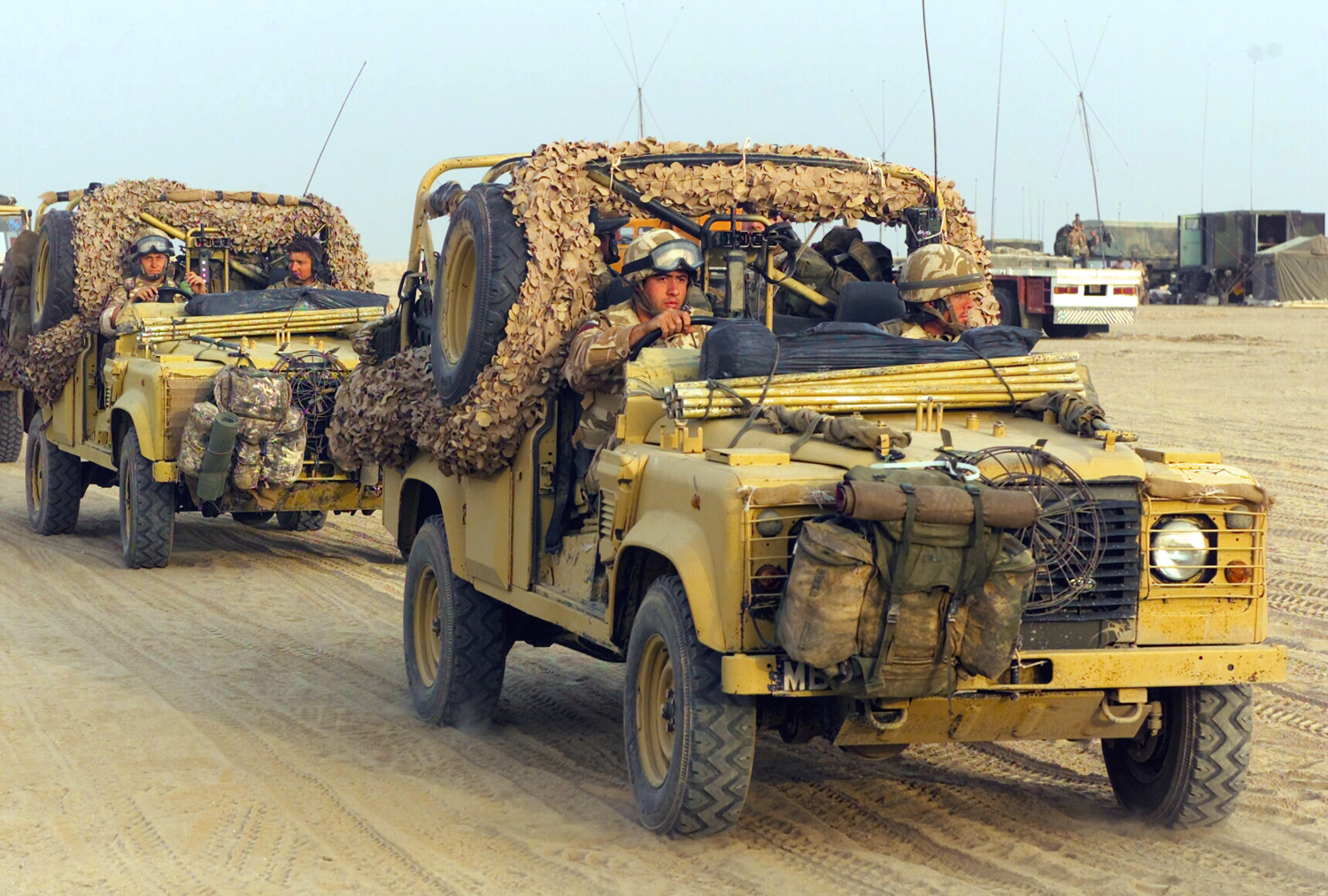
Британські солдати на Land Rover Defender 110 на патрулюванні. Басра. Війна в Іраку. 2005
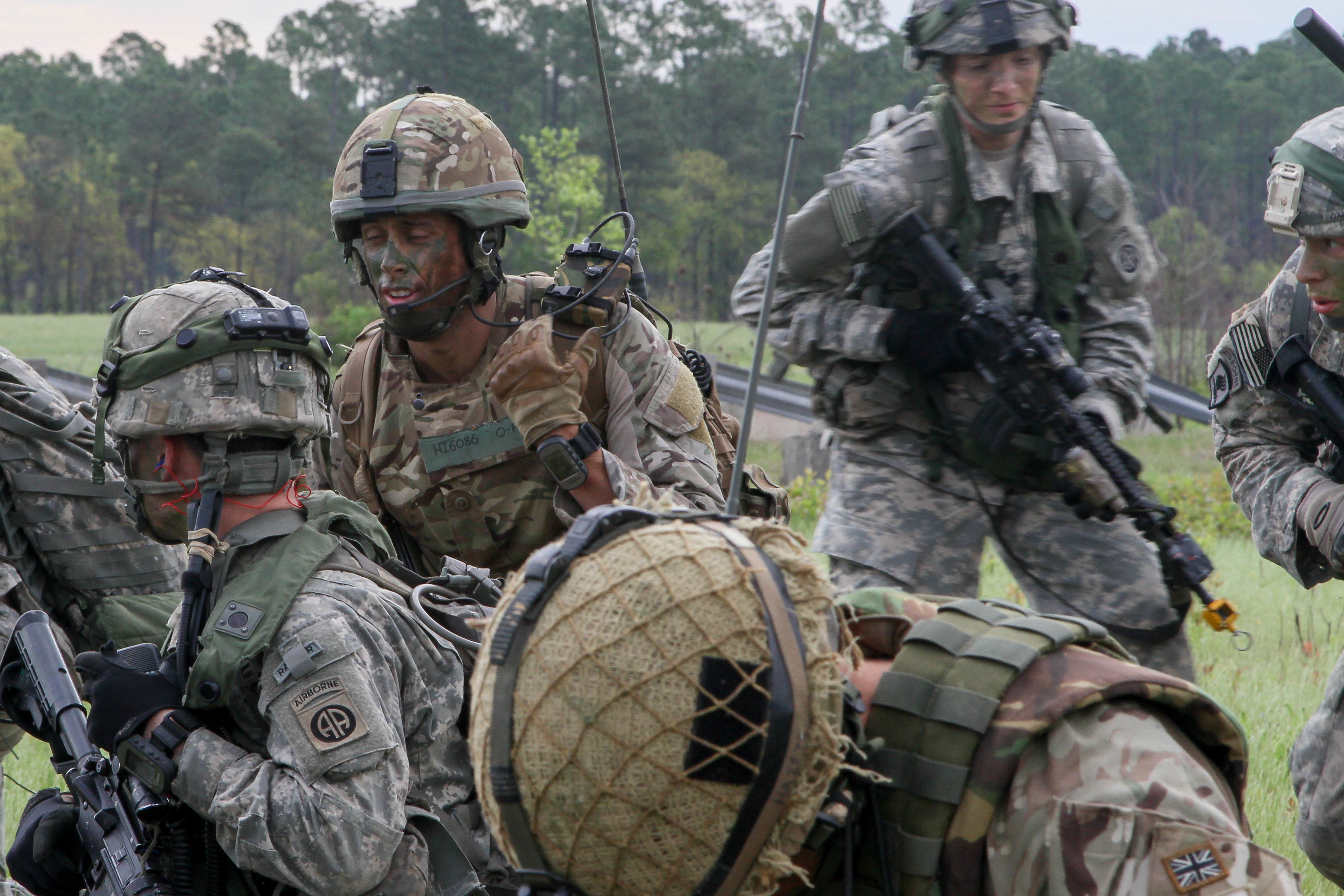
Спільні навчання американських десантників 82-ї дивізії та британських 16-ї бригади. 18 квітня 2015
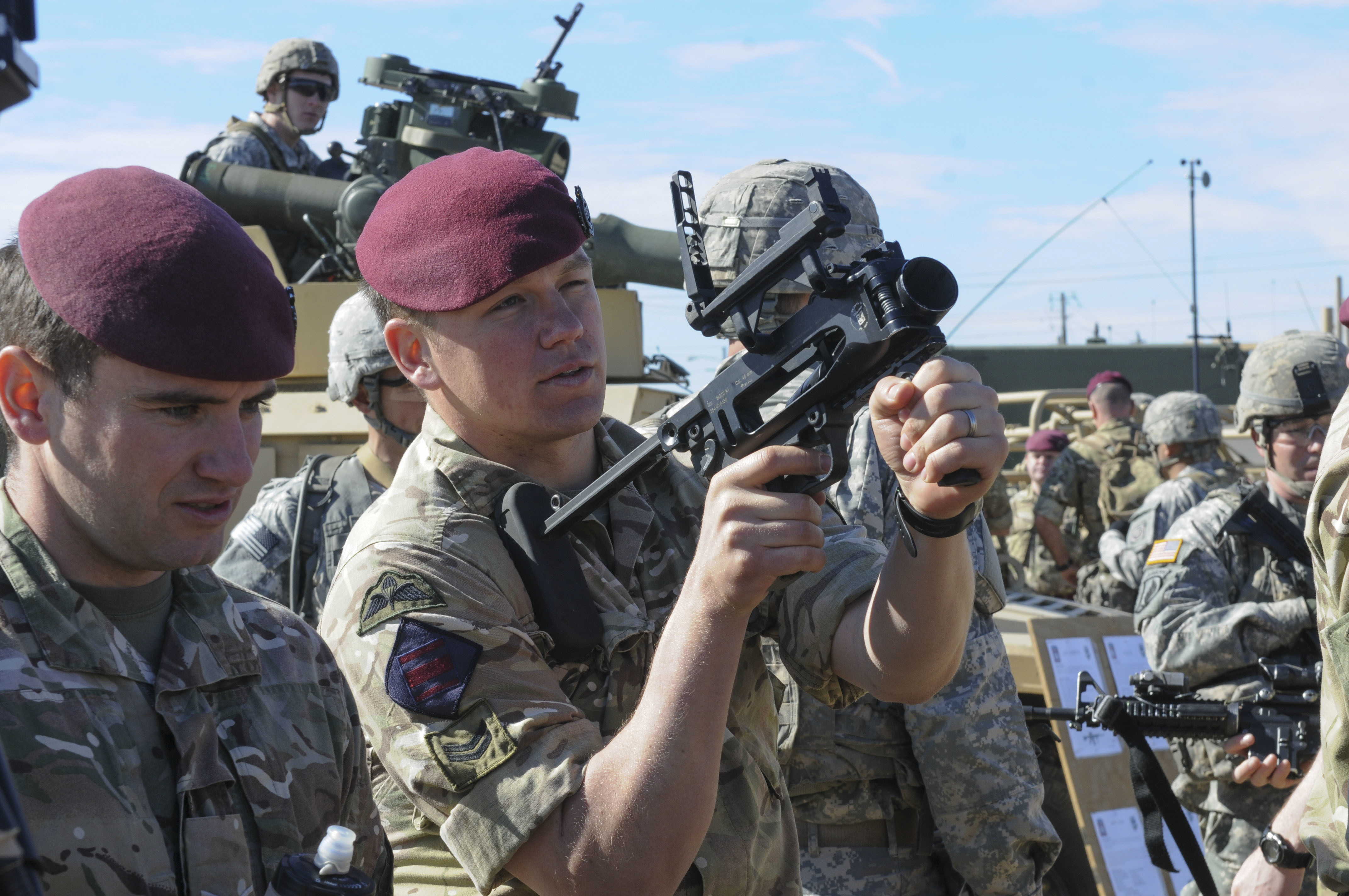
Британські десантники з американським ручним гранатометом M320 на експозиції озброєння. 18 березня 2015